# کسویل (کارولینای شمالی)
کسویل (به انگلیسی: Casville) یک منطقهٔ مسکونی در ایالات متحده آمریکا است که در شهرستان کسول، کارولینای شمالی واقع شده‌است.